# Лејк Лорелај (Охајо)
Лејк Лорелај (енгл. Lake Lorelei) насељено је место без административног статуса у америчкој савезној држави Охајо.

## Демографија
По попису из 2010. године број становника је 1.170.
| Група             | 2000.    | 2010.         |
| Белци             | 0 (0,0%) | 1.123 (96,0%) |
| Афроамериканци    | 0 (0,0%) | 4 (0,3%)      |
| Азијати           | 0 (0,0%) | 9 (0,8%)      |
| Хиспаноамериканци | 0 (0,0%) | 12 (1,0%)     |
| Укупно            | 0        | 1.170         |